# Bruce Broughton
Pour les articles homonymes, voir Broughton.
Bruce Broughton est un compositeur américain de musiques de films et de télévision, né le 8 mars 1945 à Los Angeles, en Californie (États-Unis).
Il débute à la télévision et fait ses classes sur des séries télévisées populaires comme Hawaï police d'État  et Dallas.
Au cours des années 1980, le cinéma s'intéresse à lui et se fait connaître par ses partitions pour  Silverado en 1985 (pour laquelle il obtint une nomination à l'Oscar) et Le Secret de la pyramide en 1986.
Par la suite, hormis quelques incursions dans le thriller (Presidio, Le Seul Témoin) ou le western (Tombstone en 1993), il officie principalement dans les films destinés au jeune public (L'Incroyable Voyage, Bébé part en vadrouille, Bernard et Bianca au pays des kangourous).
Moins sollicité par le cinéma depuis quelques années, il continue de travailler pour la télévision, sur des programmes de divertissement grand public.
Il a remporté une douzaine d'Emmy Awards pour ses contributions musicales à la télévision.
En 2014, Bruce Broughton est sanctionné par l'Académie des arts et sciences du cinéma qui décerne les Oscars pour trafic d'influence : sa nomination à l'Oscar de la meilleure chanson pour Alone Yet not alone est annulée à la suite de la découverte de nombreux courriels envoyés par ce dernier, par ailleurs ancien gouverneur de l'Académie et membre du comité de direction de la branche des compositeurs votants, aux adhérents de son collège afin de les informer que sa chanson était candidate lors du premier tour de vote qui fixe les cinq nominations à la statuette pour chaque catégorie.

## Filmographie

### Cinéma

#### Longs métrages
- 1983 : The Prodigal de James F. Collier
- 1984 : Les Guerriers des étoiles (The Ice Pirates) de Stewart Raffill
- 1985 : Silverado de Lawrence Kasdan
- 1985 : Le Secret de la pyramide (Young Sherlock Holmes) de Barry Levinson
- 1986 : Sweet Liberty de Alan Alda
- 1986 : La Tête dans les nuages (The Boy Who Could Fly) de Nick Castle
- 1987 : Square Dance de Daniel Petrie
- 1987 : Bigfoot et les Henderson (Harry and the Hendersons) de William Dear
- 1987 : The Monster Squad de Fred Dekker
- 1987 : Big Shots de Robert Mandel
- 1987 : Chasse à cœurs (Cross My Heart de Armyan Bernstein (en)
- 1988 : Presidio, base militaire, San Francisco (The Presidio) de Peter Hyams
- 1988 : Mission: Sauvetage (The Rescue) de Ferdinand Fairfax
- 1988 : Moonwalker de Jerry Kramer et Colin Chilvers
- 1988 : Crimes de sang (Last Rites) de Donald Bellisario
- 1989 : Jacknife de David Jones
- 1990 : Le Mariage de Betsy (Betsy's Wedding) de Alan Alda
- 1990 : Le Seul Témoin (Narrow Margin) de Peter Hyams
- 1990 : Bernard et Bianca au pays des kangourous (The Rescuers Down Under) de Hendel Butoy et Mike Gabriel
- 1991 : Le Plus Beau Cadeau du monde (All I Want for Christmas) de Robert Lieberman
- 1992 : Chérie, j'ai agrandi le bébé (Honey I Blew Up the Kid) de Randal Kleiser
- 1992 : Stay Tuned de Peter Hyams
- 1993 : L'Incroyable Voyage (Homeward Bound: The Incredible Journey) de Duwayne Dunham
- 1993 : Quand Harriet découpe Charlie ! (So I Married an Axe Murderer) de Thomas Schlamme
- 1993 : Le Concierge du Bradbury (For Love or Money) de Barry Sonnenfeld
- 1993 : Tombstone de George Cosmatos
- 1994 : Sacré mariage ! (Holy Matrimony) de Leonard Nimoy
- 1994 : Bébé part en vadrouille (Baby's Day Out) de Patrick Read Johnson
- 1994 : Miracle sur la 34e rue (Miracle on 34th Street) de Les Mayfield
- 1996 : État de force (Carried Away) de Bruno Barreto
- 1996 : L'Incroyable Voyage 2 : À San Francisco (Homeward Bound II: Lost in San Francisco) de David Richard Ellis
- 1996 : Kid... napping ! (House Arrest) de Harry Winer
- 1996 : Infinity de Matthew Broderick
- 1997 : Haute trahison (Shadow Conspiracy) de George Pan Cosmatos
- 1997 : La Guerre des fées (A Simple Wish) de Michael Ritchie
- 1998 : Drôles de Papous (Krippendorf's Tribe) de Todd Holland
- 1998 : Perdus dans l'espace (Lost in Space) de Stephen Hopkins
- 1998 : Pur et dur (One Tough Cop) de Bruno Barreto
- 2004 : Last Flight Out de Jerry Jameson
- 2006 : Bambi 2 de Brian Pimental
- 2011 : The Pledge de John Wayne Myers
- 2013 : A Christmas Tree Miracle de John Wayne Myers
- 2017 : Shot de Jeremy Kagan

#### Court-métrage
- 1989 : The Making of Me (en)
- 1990 : Lapin Looping (Roller Coaster Rabbit)
- 1992 : From Time to Time
- 1992 : Off His Rockers
- 1993 : Panique au pique-nique (Trail Mix-Up)
- 2009 : The Macabre World of Lavender Williams
- 2013 : Well Played
- 2016 : Soarin' Around the World

### Télévision

#### Séries télévisées
- 1973 : Barnaby Jones
- 1974 : Dirty Sally
- 1974 : Sergent Anderson (Police Woman)
- 1975 : Khan!
- 1975 : Three for the Road
- 1976 : Spencer's Pilots
- 1976 : Quincy
- 1977 : The Andros Targets
- 1977 : L'Âge de cristal (Logan's Run)
- 1977 : The Oregon Trail
- 1978 : Dallas
- 1978 : The Runaways
- 1979 : Pour l'amour du risque (Hart to Hart)
- 1979 : Buck Rogers (Buck Rogers in the 25th Century)
- 1980 : Skag (en)
- 1982 : Les Bleus et les Gris (The Blue and the Gray) (feuilleton TV)
- 1992 : Des souris à la Maison-Blanche (Capitol Critters)
- 1992 : Les Vacances des Tiny Toons)
- 2002 : First Monday

#### Téléfilms
- 1979 : The Paradise Connection
- 1980 : The Return of Frank Cannon
- 1980 : Croisière en enfer (Desperate Voyage)
- 1981 : The Girl, the Gold Watch & Dynamite
- 1981 : Hôpital sous surveillance (Killjoy)
- 1982 : Desperate Lives
- 1982 : À cause d'une chaussure (One Shoe Makes It Murder)
- 1983 : Le Combat de Candy Lightner (M.A.D.D.: Mothers Against Drunk Drivers)
- 1983 : Cowboy
- 1983 : Mystère et bas nylon (This Girl for Hire)
- 1984 : The Master of Ballantrae
- 1984 : The First Olympics: Athens 1896
- 1984 : Passions
- 1984 : The Cowboy and the Ballerina
- 1985 : La Course au bonheur (Stormin' Home)
- 1986 : George Washington II: The Forging of a Nation
- 1986 : The Thanksgiving Promise (en)
- 1989 : Sorry, Wrong Number
- 1990 : Le Vieil Homme et la mer (The Old Man and the Sea)
- 1992 : O Pioneers!
- 1992 : Oscar's Greatest Moments (vidéo)
- 1992 : Amazing Stories: Book Four (vidéo)
- 1994 : Tiny Toon Adventures: Spring Break Special
- 1997 : Sœurs de cœur (True Women)
- 1998 : L'Odyssée du pôle nord (Glory & Honor)
- 1998 : Jeremiah
- 1999 : L'Amour égaré (Night Ride Home)
- 1999 : The Making of 'Silverado' (vidéo)
- 2001 : La Ballade de Lucy Whipple (The Ballad of Lucy Whipple)
- 2002 : Roughing It
- 2002 : Damaged Care
- 2002 : Bobbie's Girl
- 2002 : The Locket
- 2003 : Eloise at the Plaza
- 2003 : Lucy
- 2003 : Eloise at Christmastime
- 2004 : Mickey, Donald, Goofy: The Three Musketeers (vidéo)
- 2005 : Warm Springs
- 2005 : The Dive from Clausen's Pier
- 2006 : Bambi 2 (vidéo)
- 2007 : Monster Squad Forever! (documentaire)
- 2009 : Le Bateau de l'espoir (Safe Harbor)
- 2011 : Hollywood in Vienna

### Parc d'attraction
- 1992 : Le Visionarium (From Time to Time) - Musique pour les parcs d'attractions Disney
- 1994 : Chérie, j'ai rétréci le public (Honey, I Shrunk the Audience) - Musique pour le parc d'attractions Disney
- 1998 : It's Tough to Be a Bug de Chris Bailey - Musique pour le parc d'attractions Disney
- 2002 : CinéMagique de Jerry Rees - Musique pour le parc d'attractions Disney

### Jeu Vidéo
- 1999 : Heart of Darkness